# Райхерт Олександр Олександрович
Олекса́ндр Олекса́ндрович Ра́йхерт (нар. 21 січня 1996 — пом. 9 листопада 2014) — доброволець Добровольчого українського корпусу «Правий сектор», загинув в ході російсько-української війни.

## Життєпис
Народився 21 січня 1996 році в місті Херсон.
Виріс у родині кадрового військовика, його батько служить льотчиком авіатором, навчався в Херсонському гідрометеорологічному технікумі.
Доброволець, боєць штурмової роти 5-го окремого батальйону Добровольчого українського корпусу «Правий сектор».
Воював у селищі Піски, з 28 вересня захищав Донецький аеропорт. У жовтні 2014 року приїздив додому у відпустку, журналістка газети «Вгору» взяла в нього інтерв'ю.
Загинув 9 листопада 2014 року від важкого поранення в селищі Піски поблизу аеропорту Донецька.
Залишились батьки та молодший брат, батько також перебував на фронті.
Похований у м. Херсоні, кладовище Геологів, меморіал пам'яті загиблих бійців АТО.

## Нагороди та вшанування
- Указом Президента України № 97/2021 від 12 березня 2021 року, «за особисту мужність, виявлену у захисті державного суверенітету та територіальної цілісності України, самовіддане служіння Українському народу», нагороджений орденом «За мужність» III ступеня (посмертно)[1].
- Нагороджений нагрудним знаком «За оборону Донецького аеропорту» (посмертно).
- Нагороджений відзнакою ДУК ПС «Бойовий Хрест Корпусу» (посмертно)[2].
- 21 січня 2015 року на фасаді Херсонського гідрометеорологічного технікуму відкрили меморіальну дошку на честь Олександра[3].
- 14 березня 2019 року на фасаді Херсонської школи № 33, де навчався Олександр, йому відкрито меморіальну дошку[4].